# Televisão digital terrestre

Difusão dos sistemas de televisão digital terrestre no mundo.

Televisão digital terrestre (TDT) (em inglês: digital terrestrial television, DTTV), também chamada em alguns países da América televisão digital aberta (TDA) é uma tecnologia para a televisão terrestre em que uma rede de repetidores terrestres transmitem televisão, por ondas de rádio num formato digital. A TDT é um grande avanço tecnológico em relação à televisão analógica anterior e substituiu amplamente o analógico, o qual estava em uso comum desde meados do século XX. A TDT pode ser comparada à televisão digital recebida por cabo ou por satélite.
As vantagens da TDT são a possibilidade de comprimir o sinal, uso mais eficiente do espetro radioelétrico ao transmitir mediante multiplexação mais do que um sinal televisivo, capacidade de transmissão de áudio e vídeo de melhor qualidade e custos menores de transmissão, depois dos custos de atualização. O espaço antes ocupado por um só sinal de televisão, passa a chamar-se canal múltiplo digital ou multiplex. O número de programas transmitidos em cada canal múltiplo dependerá da proporção (ratio) de compressão empregue. Por outro lado, pode-se dedicar o espetro sobrante para outros serviços. A compressão também tornou viável a emissão de sinais de televisão em alta definição (HD), que requerem uma largura de banda maior que a da definição padrão.
Apesar das vantagens da transmissão digital terrestre de televisão, o sinal digital não é mais resistente a possíveis interferências que o analógico, devido à sua natureza de sinal electromagnético. A diferença expressa-se na maneira de codificar a informação seguindo algoritmos lógicos que permitem posteriormente identificar e corrigir erros.

## Padrões da Televisão digital terrestre
A TDT criada pela NHK em parceria com a SONY em 1971. Como ocorreu com o desenvolvimento e adoção dos padrões da televisão a cores, foram desenvolvidos cinco padrões de televisão digital terrestre: ATSC, originário dos Estados Unidos; DVB-T e a sua segunda geração DVB-T2, desenvolvidos na Europa; ISDB-T, desenvolvido no Japão baseado na norma europeia; SBTVD, também chamado ISDB-Tb, que é a variante brasileira da norma japonesa e DTMB, originado a partir da fusão e unificação de três padrões desenvolvidos na República Popular da China.
A transmissão da TDT realiza-se seguindo os parâmetros técnicos estabelecidos pelos diferentes padrões tecnológicos. Existem vários e a sua utilização por parte dos estados responde à sua capacidade para criar padrões, à sua localização geográfica e à sua pertença à esfera de influência dos estados criadores de padrões. Assim, o ATSC norte-americano (estadunidense) é utilizado na América do Norte: Canadá, Estados Unidos e México, assim como em países relacionados com o seu criador: Coreia do Sul, El Salvador e República Dominicana. O padrão japonês ISDB-T utiliza-se no Japão, Filipinas e na maioria dos países do centro e sul da América: Brasil, Bolívia, Peru, Argentina, Paraguai, Chile, Venezuela, Equador, Costa Rica, Nicarágua, Guatemala e Uruguai (com exceção da Colômbia, Panamá, Guiana, Suriname e El Salvador). O DVB-T europeu emprega-se na União Europeia, Austrália, África do Sul, Namíbia, Panamá, Colômbia e Turquia. Na China utiliza-se o DTMB (antes denominado DSM-T/HDSM).

## Características

### Maior aproveitamento da largura da banda

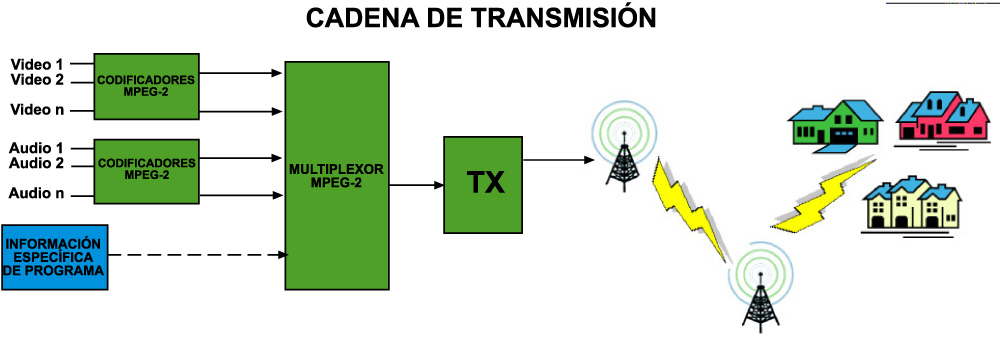
Esquema de transmissão.

A tecnologia da televisão analógica só permite a transmissão de um único programa de televisão por cada canal UHF (seja de 6 MHz, 7 MHz ou 8 MHz de largura de banda). Também os canais adjacentes ao que tem lugar uma emissão têm de estar livres para evitar as interferências.
A codificação digital dos programas permite que na largura de banda disponível num único canal UHF se possam transmitir vários programas com a qualidade semelhante à de um DVD ou um ou dois com qualidade HD.
O número de programas simultâneos depende da qualidade da imagem e som desejados, apesar de na atualidade ser de cinco programas, com uma utilização habitual de quatro, o qual oferece uma boa qualidade em imagens com movimentos lentos, apesar de que em cenários de mais ação podem-se apreciar facilmente zonas da imagem distorcidas, que recebem o nome de artefatos (anomalias) (artifacts, em inglês) devido à codificação digital MPEG-2 (o MPEG-4) de baixa velocidade.
Porém, a grande flexibilidade da codificação MPEG-2 ou MPEG-4 permite alterar estes parâmetros em qualquer momento, de maneira transparente para os usuários (utilizadores). O bloco de quatro ou cinco canais de emissão que se emite por um canal habitual de UHF recebe o nome de MUX (multiplex). O fluxo binário do MUX é a multiplexação dos canais que o compõem. A relação de fluxo de cada canal multiplexado pode-se regular à vontade, o que é equivalente a regular a qualidade dos mesmos. Pode-se atribuir um fluxo alto a um filme ou um evento desportivo de pagamento diminuindo o fluxo dos outros canais que compõem o MUX e possam ser de emissão aberta. Como o fluxo depende do conteúdo da imagen, muitas variações ou muito detalhe duma imagem produzem mais fluxo. O aproveitamento ótimo do MUX, quando todos os seus componentes têm a mesma importância comercial, realiza-se mediante um controlo estatístico do fluxo. Um sistema inteligente estima o fluxo de cada canal que compõe o MUX em cada momento e vai atribuindo maior ou menor largura de banda segundo a necessidade detetada. Logicamente, pode-se determinar, canal por canal, uma largura de banda mínima como foi comentado anteriormente.

#### Maior limite de qualidade de imagem e som
Devido ao melhor aproveitamento da largura da banda, as emissões da TDT podem constar de uma  maior qualidade audiovisual.
A transmissão terrestre de televisão é afetada pela dispersão de energia, zonas de sombra e reflexões que provocam ecos. Na transmissão analógica esses problemas manifestam-se como neve, ruído na imagem, imagens duplas, cores deficientes e som de baixa qualidade. Na transmissão digital, havendo-se codificado o sinal de maneira lógica e não proporcional, o recetor pode corrigir, até certo ponto, as distorções provocadas pelas interferências. Não obstante, quando o recetor não é capaz de corrigir certos erros - isto pode ocorrer quando a interferência modificou sustancialmente o sinal - pode produzir-se o congelamento de partes da imagem ou a interrupção do som. Quando o nível de erro supera um certo limite, o recetor é incapaz de corrigir o sinal. É então que o ecrã oferece uma imagem a negro sem som. O fato de que existe este limite de erro determinado, e não uma perda progressiva da qualidade (como era habitual na transmissão analógica) denomina-se abismo digital (digital cliff em inglês).
A imagem, som e dados associados a uma emissão da TDT codificam-se digitalmente. Por isso, na resolução padrão, é normalmente empregue o padrão MPEG-2. Também se pode empregar, entre outros, o padrão H.264, que ao permitir uma maior taxa de compressão, é adequado para as emissões em alta definição ou para incrementar o número de programas digitais incluídos em cada um dos vários canais.
O problema dos ecos foi solucionado aplicando, no caso de DVB-T, a modulação COFDM. Na TDT o fluxo binário resultante de codificar a imagem, o som e os dados do programa transmite-se mediante milhares de portadoras entre as quais reparte-se a energia de radiação. As portadoras mantêm uma ortogonalidade, no domínio da frequência, a sua energia situa-se no cruzamento com zero de qualquer outra, o que facilita a modulação.
Método de ocupação do canal eficiente, o sinal de áudio e vídeo divide-se em pequenos grupos, modulando-se cada grupo por separado com portadoras de frequência diferentes muito próximas entre si. Isto supõe que o canal de rádio se divide em subcanais que transmitem de forma cíclica o sinal atribuído a cada um deles. A velocidade de transmissão das portadoras é baixa com largos períodos entre cada sinal transmitido o que lhes permite serem transmitidas em ambientes urbanos.

COFDM: A duração dos bits é superior aos atrasos, evitando ecos e permitindo reutilizar as mesmas frequências nas antenas vizinhas.

Divide-se o fluxo de dados binários em milhares de sub-fluxos de dados a muito baixa velocidade e portanto elevada duração de bit. Emite-se durante um tempo útil seguido de uma paragem ou tempo de guarda. Durante o tempo útil todos os transmissores estão sincronizados e emitem em paralelo uma parte de bits do fluxo binário. Desta maneira, em ambientes urbanos, as interferências não degradam o sinal melhorando a potência e a relação sinal-ruído do sinal recebido. As possíveis reflexões ou repercussões do sinal em obstáculos do ambiente (p. ex. edifício) fazem que os sinais se sobreponham somando potência e melhorando a relação sinal-ruído.
Além disso, a codificação dispõe de mecanismos para a deteção e correção de erros que melhoram a taxa de erro nos sinais recebidos em ambientes especialmente desfavoráveis.
A compressão MPEG-2 utilizada é uma compressão com perdas. Isto significa que antes da emissão, a qualidade do áudio e do vídeo na televisão digital pode ser inferior à televisão analógica devido às anomalias (artefactos) provocadas pela compressão. No entanto, a qualidade relativa na relação sinal/ruído aumenta como ocorre entre um disco compacto e uma fita ou cassete. Portanto, o que nos garante a televisão digital terrestre é uma correta receção do sinal recebido, livre de perturbações provocadas pela transmissão. O efeito de uma grande perda na compressão por uma largura de banda escassa para o cenário pode-se comprovar em imagens com grande quantidade de mudanças de um fotograma para o seguinte, como é o caso das imagens com chuva ou aspersores, poeira e terra, provas desportivas ou multidões em movimento como nas festas da Nazaré. Nestas situações podem-se observar as extremidades dos quadrados nos quais se divide a imagem para codificá-la. Este problema é solucionável com a largura de banda dinâmica no MUX, como se explica a seguir.

#### Maior número de emissões de televisão
Graças ao melhor aproveitamento da largura da banda, a TDT permite transmitir uma maior quantidade de sinais num mesmo canal.
Uma vez que na largura da banda utilizada por um canal analógico podem-se agora transmitir vários programas digitais, a emissão digital comporta uma importante poupança energética por canal. Isso implica uma redução dos custos para os radiodifusores.

### Maior flexibilidade das emissões e serviços adicionais

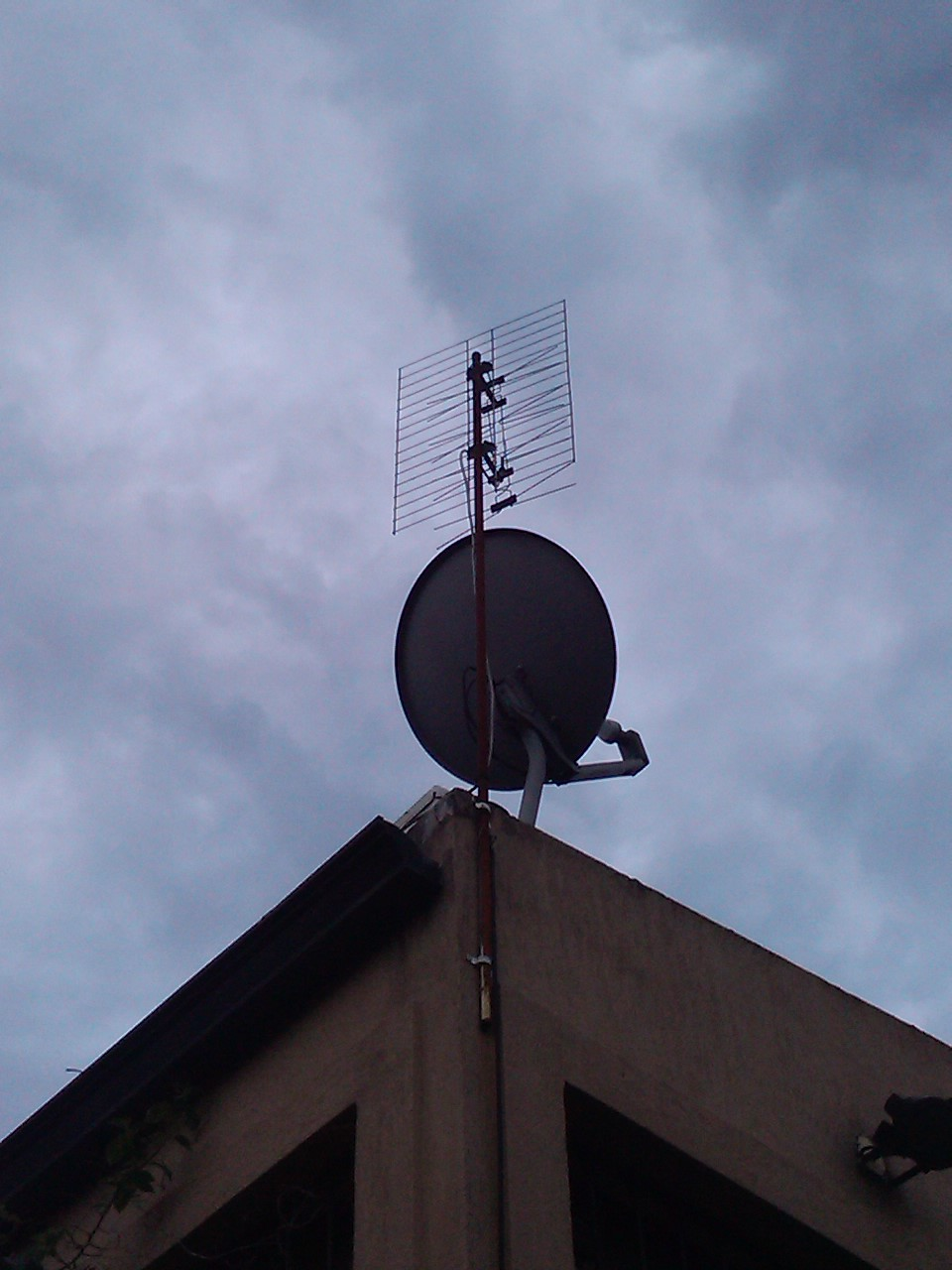
Duas antenas, uma da Televisão Digital Terrestre e outra satelitária.

Em cada canal de rádio emite-se um único fluxo MPEG-2, que pode conter um número arbitrário de fluxos de vídeo, áudio e dados. Embora vários operadores compartilhem o uso de um canal multiplexado (multiplex), cada um pode gerir a largura de banda que lhe corresponde para oferecer os conteúdos que deseje. Pode (por exemplo) emitir um fluxo de vídeo, dois de áudio (por exemplo, em dois idiomas ao mesmo tempo), vários de dados (legendas em três idiomas, legendas para surdos, num jogo informações com as estatísticas dos jogadores, ou numa corrida automobilística informação de tempos e posições, etc.).
O aproveitamento de toda esta informação por parte do utilizador é possível graças às diversas aplicações de que dispõe o receptor TDT, geralmente conformes com um padrão da indústria chamado MHP (Multimedia Home Platform). Cada operador poderá desenvolver as aplicações que proporcionem os serviços desejados aos seus clientes, e estas instalar-se-ão no receptor TDT para dar acesso aos ditos serviços.
Uma destas aplicações é a EPG (Electronic Program Guide), ou guia electrónica de programas, que permitirá ao utilizador ver a informação sobre os programas das emissoras (e horários), eventualmente dar-lhe-á a possibilidade (segundo a complexidade do receptor) de programar a gravação de programas, ver a descrição dos mesmos, atores, etc.
Entre os diferentes serviços que incluem a plataforma digital há um capítulo inteiro dedicado ao pagamento para visualizar (pay-per-view). A televisão digital permite a encriptação e, portanto, qualquer possibilidade de televisão pagável.

## A transição da TDT por continentes e países
Como foi comentado, a televisão digital, com caráter geral e não geral, conduz a uma melhoria na receção do sinal de televisão, otimizando o uso do espetro radioelétrico e proporcionando uma maior qualidade de imagem e som, facilita igualmente o acesso à televisão multicanal e promove a irrupção dos serviços da Sociedade da Informação que podem ser recebidos através da própria tela do televisor. O caso particular da televisão digital terrestre (TDT) representa a evolução para digital da tecnologia de televisão mais amplamente difundida a nível nacional em todos os países. O processo de transição da televisão analógica para digital terrestre veio inicialmente marcado pelo interesse dos governos em aproveitar de forma mais eficiente o espectro atualmente utilizado pela televisão analógica, em ampliar a oferta de canais, e em impulsionar os novos serviços e facilidades que poderá oferecer a televisão digital.

### A TDT em África
No continente africano segue-se a tendência mundial do padrão europeu DVB-T2.Os países que adotaram o padrão são: Angola, República Democrática do Congo, Lesoto, Madagáscar, Malawi, Maurícia, Moçambique, Namíbia, Seychelles, África do Sul, Essuatíni, Tanzânia, Zâmbia e Zimbabué.
Um caso especial é o Botsuana, que tomou um rumo inesperado, quando adotou formalmente a norma nipo-brasileira ISDB-Tb.

#### Angola
Angola adotou formalmente a norma nipo-brasileira ISDB-Tb.

### A TDT na América do Norte

#### Nos Estados Unidos da América
A TDT nos Estados Unidos da América começa as suas emissões no ano 1996. Previamente, em 1995 haviam-se aprovado as normas da ATSC, que regulavam as suas caraterísticas básicas, que incluíam a imagem panorâmica de ecrã largo, com uma relação de tela de 16:9 e com uma resolução de 1920x1080 pontos, iniciando-se um processo de transição até que os televisores analógicos fossem substituídos pelos digitais ou conectados a descodificadores de sinal.

### A TDT na América do Sul e Central

#### Argentina

Logótipo da Televisão Digital Aberta na Argentina.

Na Argentina em 1998 escolheu-se o padrão ATSC, mas não houve transmissões regulares nesse padrão, somente o El Trece transmitiu alguns programas; para o ano de 2006 essa decisão foi revogada e mediante a Resolução 4/2006, a Secretaria das Comunicações estabeleceu os critérios para escolher novamente o padrão.
Realizaram-se as provas para determinar a conveniência dos diferentes padrões que operavam no país. Na sexta-feira 28 de agosto de 2009 publica-se a Resolução 171/2009 da Secretaria das Comunicações que anula a Res. 2357/98 e recomenda adotar o padrão ISDB-Tb. Horas depois em Bariloche no evento da Cimeira UNASUR anunciou-se oficialmente que a Argentina adotaria o padrão SBTVD. O governo argentino assinou um acordou com o governo do Japão e outro acordo com o Brasil, criando um Conselho a nível governamental e um Fórum Consultivo dos setores público e privado para fazer o acompanhamento da implementação da norma.
A 1 de setembro de 2009 publicou-se o Decreto 1148/09 criando o Sistema Argentino de Televisão Digital Terrestre e estabelecendo o apagão analógico para 1 de setembro de 2019.
Atualmente, os canais que se podem sintonizar em Buenos Aires são: Encuentro, Paka Paka, Ta Te Ti, INCAA TV, TV Pública HD, Construir TV, Tecnópolis TV, DeporTV, V!vra, RT en Español, Arpeggio, CN23, C5N, C5N HD, Telesur, 360 TV, Viajar, Canal 26, Canal 26 HD, Telemax, ACUA, El Trece, Telefe, Telefe HD, Canal 9, Canal 9 HD, América, América HD e A24. Estão-se licitando 16 canais adicionais para Buenos Aires e uma centena de canais para o interior do país. De maneira simultânea, está-se implementando a distribuição do mesmo pacote de canais da TDT por meio do satélite AMC-6 (na norma DVB-S2), para o qual os utilizadores argentinos poderão adquirir um cartão descodificador (Irdeto).
A TDT está-se implementando por etapas, começando pelas principais cidades do interior do país, que recebem os sinais do satélite AMC-6 e a distribuição por ar.

#### Belize
Avalia-se o padrão japonês-brasileiro SBTVD.

#### Bolívia
A 5 de julho de 2010 o governo da Bolívia decidiu-se pelo sistema padrão japonês-brasileiro ISDB-Tb. No dia 10 de maio de 2012 começaram as emissões da Bolivia TV HD.

#### Brasil
O governo do Brasil começou a substituir a TV analógica pela TDT e selecionou em abril de 2006 o padrão ISBD-Tb, desenvolvido no Brasil a partir da norma japonesa. A diferença radica em que no ISDB-Tb usa-se a compressão MPEG-4, em vez da MPEG-2 do padrão japonês, e as emissões em telefones móveis são de 30 imagens por segundo em vez de 15 do padrão japonês. Adicionalmente, mudou o sistema de aplicações interativas por um desenvolvido com Fundos da União Europeia denominado Ginga que se encontra em processo de certificação. O apagão analógico foi programado para o dia 29 de junho de 2016.

#### Chile

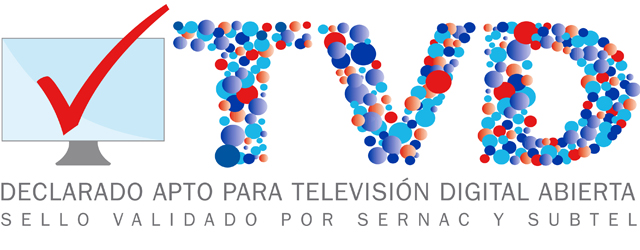
Logótipo da Televisão Digital Terrestre utilizado no Chile.

No Chile, a 14 de setembro de 2009, anunciou-se a adoção da norma SBTVD devido à sua melhor receção dadas as condições geográficas do território, a possibilidade de receção em aparelhos móveis, a implementação em alta definição e uma maior diversidade de canais. Atualmente mais de 16 canais chilenos transmitem de forma experimental com esta norma: TVN HD, Mega HD, Canal 13 HD (com dois sinais, 13.1 e 13.2 para a Região Metropolitana), Chilevisión HD (com dois sinais 11.1 e 11.2 para a região Metropolitana), La Red, Telecanal em SD e o Mostrador para a Região Metropolitana, IQQTV para Iquique, ANFTV para Antofagasta, Thema TV para La Serena e Coquimbo, Valle TV para San Felipe e Los Andes, Campus TV para Talca, TVU para Concepción, UATV para Temuco, Inet TV para Osorno, ITV Patagonia para Punta Arenas, cada um com os seus respetivos sinais para telefones móveis "One seg". A grande maioria dos canais regionais foi apoiada pelo Programa TVD da Subtel (Subsecretaria de Telecomunicações do Chile). Espera-se pelo ingresso de 3 canais adicionais para o primeiro semestre de 2014. Espera-se o apagão analógico 5 anos depois da promulgação da lei da TVD realizada em 2014, com o qual o apagão definitivo será em 2019.

#### Colômbia

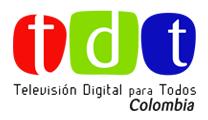
Logótipo da Televisão Digital para Todos utilizado na Colômbia.

Na Colômbia, o sistema de televisão digital escolhido foi o europeu DVB-T com canalização de 6 MHz. Foi anunciada a decisão da Comissão Nacional de Televisão (CNTV) - entidade posteriormente dissolvida e substituída pela Autoridade Nacional de Televisão a 28 de agosto de 2009, após vários atrasos e negociações. A Colômbia decidiu operar com o sistema de compressão MPEG-4.

#### Costa Rica
Costa Rica desde 25 de maio de 2010 adoptou oficialmente o padrão ISDB-Tb para a TDT. Espera-se a implementação de um apagão analógico para o ano 2017.

#### El Salvador
El Salvador adoptou oficialmente o padrão ISDB-Tb.

#### Equador
Em abril de 2009, começou-se a estudar os diferentes padrões de transmissão da televisão digital terrestre, entre os quais o adotado pelo governo equatoriano pelas suas características foi o ISDB-Tb japonês com variação brasileira.

#### Guatemala
Guatemala adoptou oficialmente o padrão ISDB-Tb.

#### Honduras
Honduras adoptou oficialmente o padrão ISDB-Tb.

#### Nicarágua
Nicarágua adoptou oficialmente o padrão ISDB-Tb.

#### Paraguai
Paraguai adoptou oficialmente o padrão ISDB-Tb.

#### Peru

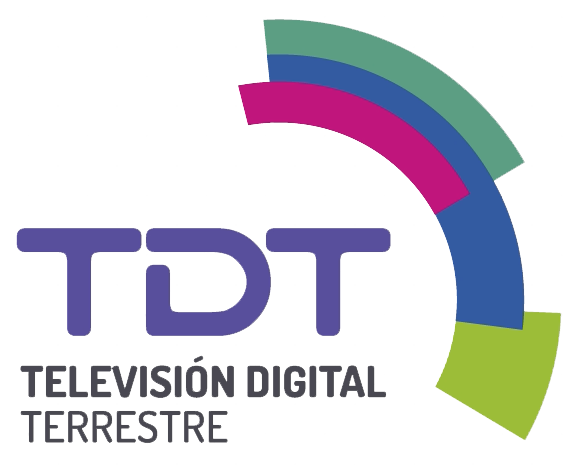
Logótipo da Televisão Digital Terrestre no Peru.

Peru adoptou oficialmente o padrão ISDB-Tb.

#### Uruguai
Uruguai adoptou oficialmente o padrão ISDB-Tb.

#### Venezuela

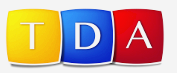
Logótipo da Televisão Digital Aberta utilizado na Venezuela.

Venezuela adoptou oficialmente o padrão ISDB-Tb.

### A TDT na Ásia

#### Filipinas
Filipinas adoptou oficialmente o padrão ISDB-Tb.

#### Japão
Japão desenvolveu o padrão ISDB-T.

#### Maldivas
Maldivas adoptou oficialmente o padrão ISDB-Tb.

#### Sri Lanka
Sri Lanka adoptou oficialmente o padrão ISDB-Tb.

#### No Médio Oriente
TDT Arábia transmite MBC1, OSN First, SpaceToon Indonesia, Musalsalat, Al Yawm, LBC, JSC, MBC Action, MBC4, OSN News, FOX, Saudi TV1, e Local TV que tiveram o seu apagão analógico em 13 de fevereiro de 2012.

### A TDT na Europa
A TDT impanta-se na Europa por meio do padrão DVB-T, criado para a transmissão de televisão digital terrestre (TDT) pela organização europeia Digital Video Broadcasting (DVB). Este sistema transmite áudio, vídeo e outros dados através de um fluxo MPEG-2, usando uma modulação de “Multiplexação por Divisão de Frequência Ortogonal Codificada” (COFDM).
O primeiro sistema acordado foi o DVB-S (transmissão via satélite) no ano 1994, o qual foi utilizado por um operador francês pouco depois. No mesmo ano apareceu o DVB-C (transmissão por cabo), enquanto que o sistema DVB-T (transmissão terrestre) foi posterior surgindo em 1997. As primeiras difusões em terrestre foram em 1998 na Suécia e no Reino Unido.

#### A TDT em Espanha
No ano 2000 entrou em funcionamento a primeira plataforma comercial de Televisão Digital Terrestre (TDT) em Espanha, Quiero TV; plataforma pagável que não alcançou a rentabilidade esperada e cessou as suas distintas emissões em 30 de junho de 2002. Depois de quase três anos em que os radiodifusores públicos e privados nacionais estiveram emitindo a sua oferta analógica também em digital, se bem que esta somente era recebida por aqueles que tinham um recetor da desaparecida QuieroTV, em 30 de novembro de 2005 produziu-se o relançamento do projeto da TDT. Para isso, adjudicaram-se novas licenças para a exploração das frequências abandonadas pela QuieroTV. Também se levaram a cabo diversas campanhas promocionais e se aprovou um pacote de medidas legislativas.
O sistema de rádio digital DAB também começou as suas emissões em 1998 mas aparentava, na prática, ser inviável e/ou pouco rentável a sua receção ao não existir no mercado bastantes recetores. Hoje em dia isto alterou-se mas em junho de 2011 o governo reduziu a cobertura a 20% da população.
O apagão analógico começou no município de A Fonsagrada, na província de Lugo. Ele seguiu o projeto piloto da província de Soria, em 23 de julho de 2008. Em Espanha, segundo o plano de transição elaborado pelo Ministério da Indústria, Turismo e Comércio (apresentado em junho de 2007), planificou-se que a cessação das emissões analógicas efetuar-se-ia gradualmente e por regiões, sendo em 30 de março de 2010 a data limite para a cessação definitiva, dois anos antes do requerido pela Comissão Europeia. Assim, em 30 de março de 2010 realizou-se o apagão analógico em toda a Espanha, exceto em vários municípios que tiveram que esperar até 2 de abril para dar o adeus definitivo à era analógica.

#### A TDT em Portugal
Portugal lançou o seu serviço de TDT a 29 de Abril de 2009. A Airplus TV Portugal que foi criada para concorrer a uma licença para gerir os multiplexes portugueses dos canais por subscrição (canais pagos) na TDT, foi dissolvida por não ter conseguido ganhar o lote no concurso público e um Tribunal português decidiu não suspender o processo de atribuição do outro lote à Portugal Telecom, após a reclamação apresentada pela Airplus TV Portugal. Após a dissolução da Airplus TV Portugal, a Portugal Telecom informou que não iria honrar as obrigações previstas no concurso público dos multiplexes TDT que previam a existência obrigatória de canais por subscrição (canais pagos). A ANACOM, a autoridade portuguesa das comunicações, aceitou esta decisão unilateral da Portugal Telecom. Devido a isto, Portugal é o único país da União Europeia que tem assim apenas um multiplexador ativo para a TDT.
Em Portugal, de modo igual ao resto da Europa, a TDT utiliza o padrão de radiodifusão DVB-T, apesar de somente ter sido assegurada a emissão de aproximadamente 6 canais nacionais (RTP1, RTP2, SIC, TVI, RTP3 e RTP Memória), 2 canais autonómicos (RTP Açores e RTP Madeira) circunscritos à respetiva região autónoma, e 1 canal do terceiro setor (ARTV), todos de caráter gratuito, até agora. O apagão analógico ocorreu no ano limite estabelecido pela União Europeia, pese embora nos meios de comunicação se ter dito que antes do prazo já se estaria a emitir apenas canais digitais.